# Viggebyhögen
Viggebyhögen ligger på ett mindre gravfält med 5 stensättningar och en runsten. Gravhögen är cirka fyra meter hög och har en diameter på nära 35 meter och är därmed en av de största i Södermanland.
Viggeby by låg då den bildades på nordsidan av en vik av Mälaren och vattennivån stod mycket högre än nu. Landhöjningen förvandlade viken till en liten sjö, som hette Fatburen. På byns ägor finns flera fornminnen, bland annat gravfält med 5 stensättningar, en runsten (Sö 183) och en gravhög troligen från järnåldern, som ligger strax intill runstenen. Gravhögen är en av de största i Södermanland. Den är cirka fyra meter hög och har en diameter på cirka 35 meter. Graven är inte utgrävd

Högen är känd sedan 1600-talet och Rannsakningarna står det följande:
Wijd Wiggby i Kernbo sochn uthi deras åkergäle straxt wijdh byn finnes en runsteen medh sin skrift och fulla behållne bookstäfwer, diupt uth hugne, och i Söder straxt der hoos en högh trin kulle.